# Мејсио Паркер
Мејсио Паркер (енгл. Maceo Parker; Кинстон, 14. фебруар 1943) амерички је фанк и џез саксофониста, познат по сарадњи са музичаром Џејмсом Брауном током шездесетих и са групом Parliament-Funkadelic током седамдесетих година двадесетог века. Био је истакнут солиста на многим Брауновим хит песмама, и кључна личност његовог бенда, јер је свирао алто, терон и баритон саксофон.
Изводио је у Београду у Дому синдиката 18. новембра 2007. године.

## Дискографија

### Соло албуми
- Doin' Their Own Thing (1970)
- Us (1974)
- Funky Music Machine (1975)
- For All the King's Men (1989)
- Roots Revisited (1990)
- Mo' Roots (1991)
- Life on Planet Groove (1992)
- Southern Exposure (1993)
- Maceo (1994)
- Funk Overload (1998)
- Dial: M-A-C-E-O (2000)
- Made by Maceo (2003)
- My First Name Is Maceo (2004)
- School's In! (2005)
- Roots & Grooves (2007)
- Soul Classics	(2012)